# Castello delle Rocche (Rovolon)

Il Castello delle Rocche, oggi noto anche come Castello di Rovolon, Castello di S. Giorgio o Castelrotto di Rovolon, era un castello situato, appunto, a Rovolon, in Provincia di Padova. Dell'antico castello rimangono oggi solo i resti di una delle torri e il sito, a causa del suo stato frammentario, è infatti anche noto come "I ruderi del Castello di S. Giorgio".    

## Storia

### Epoca medievale

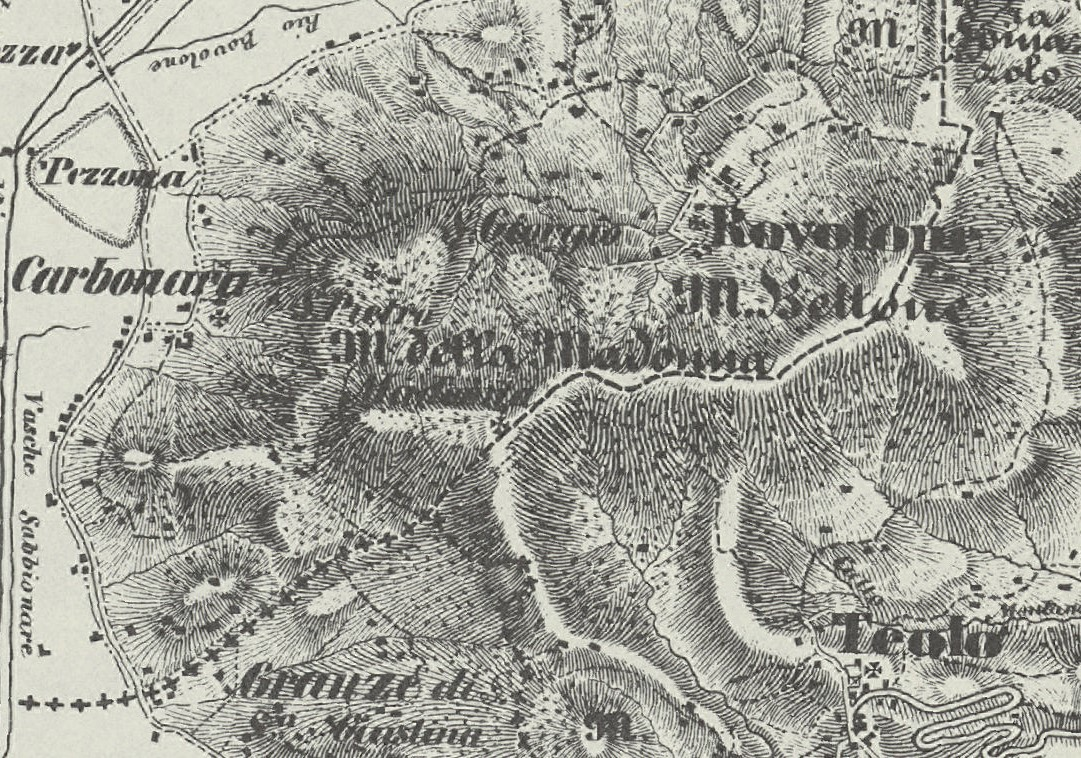
Ritaglio mappa confini occidentali della provincia di Padova e Basso vicentino, Orazio Morello (1832). L'ingrandimento si concentra sull'area di Rovolon (indicata con il suo antico nome di "Rovolone") e i suoi dintorni. È inoltre presente l'indicazione della chiesa di "S. Giorgio" di pertinenza del Castello delle Rocche.

Il Castello di Rovolon risulta noto alle fonti a partire dal XIII secolo: nel 1232 dava il nome a una contrada del villaggio ("contrada castellis... in villa Rovolonis"). In questa porzione di territorio sorgevano i boni fondiari di diversi esponenti della famiglia comitale.
Le fonti successive ci parlano anche dell’ubicazione e delle dimensioni del castello e dell’area fortificata; il sistema fortificato doveva risultare complesso e, probabilmente, comprendeva anche tutta l’area dell’abitato, compresa la chiesa del castello intitolata a San Pietro, risalente all'XI secolo e considerata la prima testimonianza diretta della presenza benedettina nel comune di Rovolon. La pertinenza della chiesa al castello viene attestata in un documento del 1297 ("ecclesia de Rovolone o Monte Sancti Petri de castro de Rovolone") ed essa faceva capo alla diocesi di Vicenza.
L’attestata pertinenza della chiesa al castello è stata fondamentale anche nella ricostruzione della possibile locazione del castello: studi recenti hanno infatti identificato la chiesa di “San Pietro del castello di Rovolon” con la chiesa di San Pietro in Costa di Carbonara. Il toponimo Costa è inoltre certamente attestato nel territorio di Rovolon: Costa era infatti il nome di un villaggio che, attestato già nel 1154, doveva occupare lo spazio fra le attuali Rovolon e Carbonara e che prendeva nome appunto dal suo "stare a mezza costa" sul monte.
Il nome del castello deriva dalla presenza della rocca, che poneva la fortificazione in area sopraelevata, da cui deriva anche il nome dell'area circostante il castello, chiamata appunto al tempo "contrada della Rocca".
Si conosce poco delle effettive misure del castello e dell’area fortificata, ma sappiamo che l’area di pertinenza del castello interessava diversi soggetti provenienti da famiglie nobili, evidenza della grande importanza che rivestiva in questo momento la possibilità di controllare l’edificio e l’area circostante.
La storia del castello appare intrinsecamente legata alla figura di Adelmota dei Maltraversi Da Castelnuovo, una nobildonna che entrò a far parte della famiglia dei Papafava grazie al suo matrimonio con Jacopo "Papafava" di Carrara. Dalle fonti risulta che Adelmota possedesse una grandissima quantità di beni fondiari, tra cui il «Castellaro» stesso.
Il fenomeno dell’incastellamento a Rovolon è attestato da diversi toponimi che rimandano al disboscamento, alla bonifica e alla messa a coltura del territorio. Il territorio locale era caratterizzato anche dalla presenza di diversi specchi lacustri e corsi d’acqua che venivano utilizzati per attività di pesca, ma anche per il commercio locale in connessione con Padova e Vicenza. Grazie allo sviluppo agricolo del XIII secolo, Rovolon fu interessata anche da un sostanziale incremento demografico, che rese possibile una modifica del tessuto insediativo dell’abitato e dell’area circostante. È proprio in questo periodo che si attesta la presenza del Castello.
A partire dalla seconda metà del XIII secolo e agli inizi del XIV secolo, le fonti riportano toponimi che attestano i primi segni di decadimento del sistema fortificato, come ad esempio l'espressione "castelrotto", toponimo con cui è ancora oggi noto nella cartografia (Castaròto). Le scorrerie dei vicentini del 1198, di Ezzelino III da Romano e l'incendio del 1312, scoppiato in occasione delle guerre con gli Scaligeri capitanati da Cangrande della Scala, furono solo alcuni degli eventi che contribuirono alla grave devastazione che coinvolse sia il castello sia l’abitato.
Alla fine del XIV secolo, a Rovolon, è attestata la presenza di un nuovo sistema di fortificazione, la bastia, che causò il graduale e definitivo abbandono del castello. Grazie alla sua grande efficacia militare questo nuovo modello di fortificazione vide infatti il suo periodo di massima diffusione nell’area padano-veneta proprio fra il XIV e il XV secolo.

### Età contemporanea
L’area dei Colli Euganei è stata indagata, all'inizio degli anni Duemila, tramite lo studio delle foto aeree zenitali disponibili per la zona, al fine di identificare con più esattezza la precisa collocazione di siti già noti e verificare l’eventuale presenza di anomalie in zone in cui già la toponomastica poteva far intuire l’antica presenza di fortificazioni. Oggetto di questo studio è stato anche il Castello delle Rocche di Rovolon, la cui lettura è stata però più difficoltosa a causa della fitta vegetazione che ad oggi ricopre lo sperone roccioso su cui insistono i resti del manufatto.
Dalla lettura dei fotogrammi si sono individuate due linee parallele con direzione nord-sud, che dovevano rappresentare i due lati lunghi del castello. L'area centrale di quest'ultimo appare spianata artificialmente, presentava una cinta su almeno tre dei suoi lati e, a sud di questa struttura principale, presentava una piccola torre quadrangolare, ad oggi l’unica parte ancora conservata in alzato dell'antico castello. Dalle indagini è inoltre emersa la presenza sul lato orientale di una possibile trincea artificiale scavata nella roccia, forse a separazione dello sperone su cui sorge la torre dalla montagna. È probabile che, oltre alla sua ovvia funzione difensiva, questo scavo sia servito anche da cava di materiali per la costruzione del castello stesso.